# Nintendo Week
Nintendo Week era un programa semanal de entretenimiento y noticias sobre consolas y próximos y más recientes videojuegos de Nintendo, tanto como de Wii, Nintendo DS y, más tarde, Nintendo 3DS. También se cubrían eventos locales relacionados al entretenimiento digital. Se estrenó el 14 de septiembre de 2009, como parte del lanzamiento de un nuevo diseño del Canal Nintendo y solo está disponible en inglés para las consolas Norteamericanas. El programa tenía dos animadores/conductores, conocidos como Gary y Alison, dentro del espacio, eran los encargados de presentar las nuevos adelantos de Nintendo, entrevistas a desarrolladores u otros personajes de la industria, demostraciones, y vistas previas de diferentes títulos. Se produce en las oficinas de Nintendo Atlanta en Atlanta, Giorgia. En un principio el programa iba los lunes, pero el 28 de julio de 2011, cambió al día jueves de cada semana.
El 2 de febrero de 2012, Alison dejó el show, quedando Gary como único conductor. Poco tiempo luego, el 29 de marzo de 2012, se emitió el episodio final, tras el cual el show fue cancelado para centrar la atención y los esfuerzos de producción en las Nintendo Direct.

## Conductores

### Gary
Gary generalmente lleva ropa a cuadros, y es bueno en el juego de tiro con arco en Wii Sports Resort . Tiene un "hermano gemelo malvado" llamado Dark Gary. Gary y Alison pasaban por muchas cosas, desde eventos reales de Nintendo hasta incluso por la "universidad de los videojuegos". Gary oficialmente anunció su última aparición en el episodio del 29 de marzo de 2012, dando así fin al programa.

### Alison
Alison era la compañera de Gary en Nintendo Week, odia a Dark Gary. Le gusta bromear con Gary, Gary y Alison son los mejores amigos. Su nombre completo es Alison Whitney. Es actriz y ha participado en varias películas antes de participar en Nintendo Week. El 2 de febrero de 2012 fue su último programa.
Como dato curioso, fue apreciable el hecho de que, con el paso de los episodios, el maquillaje y el vestuario de Alison se iban haciendo más llamativos (teniendo en cuenta que el público objetivo, al menos en un inicio, era infantil). Esto se debe, presuntamente, al hecho de que su popularidad rápidamente creció entre la audiencia masculina del show.

### Dark Gary
Dark Gary es el hermano gemelo de Gary que vive en una tienda de campaña. Es una parodia de Dark Samus, introducido en el episodio 3 de Nintendo Week, cuando Gary estaba luchando contra el jefe Dark Samus en Metroid Prime 3: Corruption. Está enamorado de Alison, y se deshace de Gary veces. Él está constantemente vestido de negro. A Dark Gary le gusta hacer cosas malas, como hacer estallar globos y robar dulces a bebés, y no puede evitar molestar o burlarse de las personas.
Tras la partida de Alison, Dark Gary fue quién la reemplazó, permaneciendo en el show hasta el episodio final.